# Oenothera featherstonei
Oenothera featherstonei là một loài thực vật có hoa trong họ Anh thảo chiều. Loài này được Munz & I.M. Johnst. mô tả khoa học đầu tiên năm 1925.